# Операция «Увда»
Операция «Увда́» (ивр. מבצע עובדה‎, Операция «Факт») — последняя военная операция армии обороны Израиля в арабо-израильской войне 1947—1949 годов. Названа «Факт», как символ факта образования государства Израиль на территории Палестины.

## Хронология операции
5 марта 1949 года бригада «Негев» выдвинулась из Беэр-Шевы в сторону кратера Рамон. Одновременно с этим, бригада «Голани» отправилась из Мамшита в Эйн-Хусуб. 6 марта бригада «Негев» достигла Сдей-Авраам и солдаты начали расчищать местность для постройки аэродрома.
В ночь с 6 на 7 марта, силы 7-й бригады прилетели на недавно очищенный аэродром. Они привезли вооружение и топливо, жизненно важные для продолжения операции.
7 марта бригада «Голани» заняла деревню Эйн-Харуф. В тот же день, бригада «Александрони» передислоцировалась из Беэр-Шевы через Мамшит к Сдому. Оттуда десант бригады высадился в районе Эйн-Геди на Мёртвом море.
8 марта бригада «Голани» захватила аль-Гамр, защищающие его Иорданские войска бежали. Одновременно с этим, бригада «Негев» двинулась к Умм-Рашраш. Ночью бригада «Александрони» выдвинулась из Сдома в сторону Мертвого моря и высадилась в Эйн-Геди ещё до рассвета.
8—9 марта бригада «Александрони» разделилась на три группы, одна из которых захватила Эйн-Геди, а южная группа захватили Масаду. За это время бригада «Негев» оставалась в долине Арава в течение двух дней, проводя рекогносцировку захвата Рас-аль-Нагб.
9 марта бригада «Голани» захватила Гарандаль и подступила к Эйн-Гадьян (сегодня Йотвата).

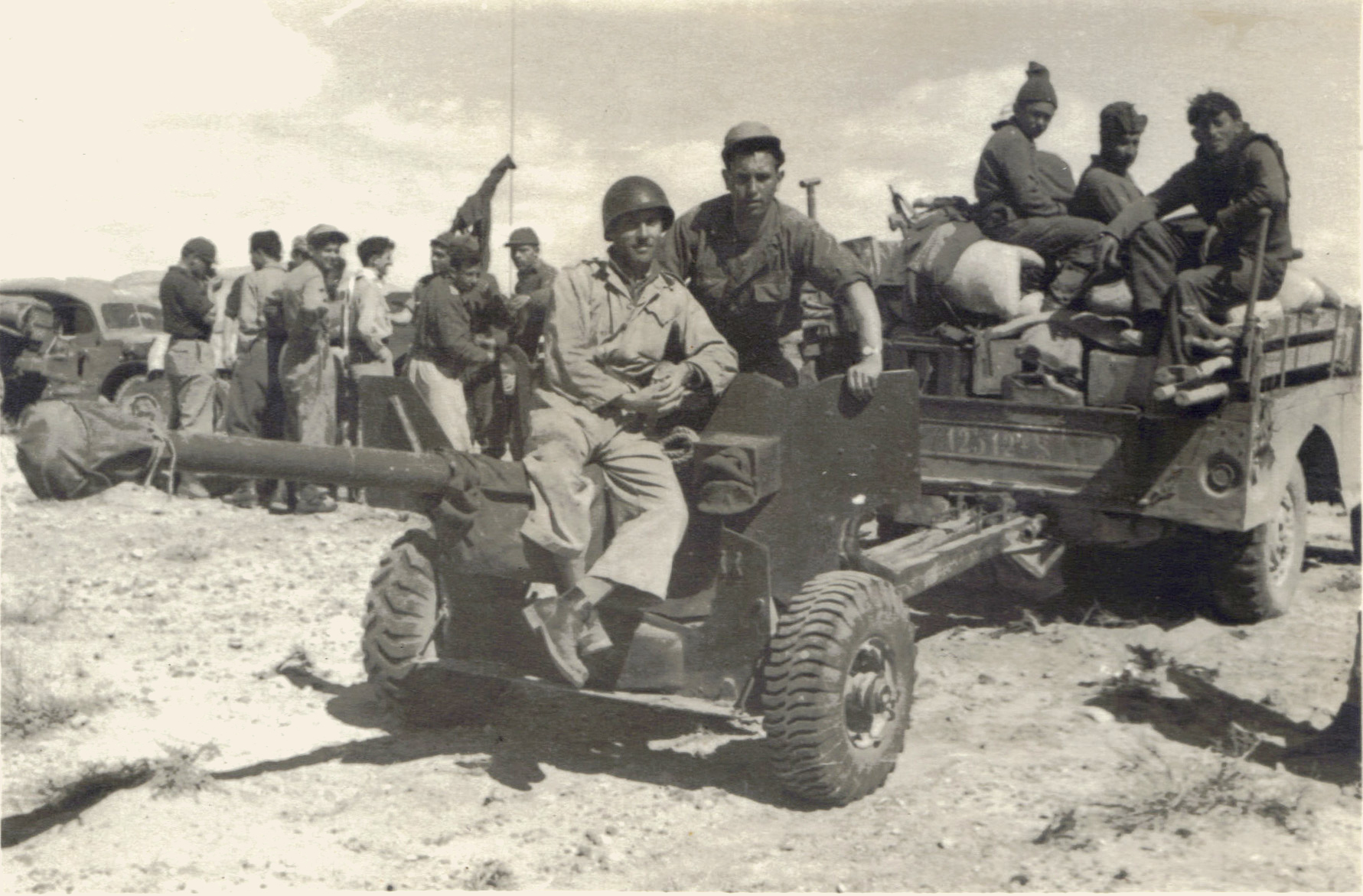
Бригада «Голани» во время операции «Увда» (9 марта 1949 года)

Утром 10 марта воздушный разведчик обнаружил, что полицейский участок, охраняющий Рас-аль-Нагб, покинут арабскими войсками. Бригада «Негев» сразу начала движение в направлении Умм-Рашраш через Рас-аль-Нагб.
Бригады «Негев» и «Голани» активно соперничали, кто достигнет Красного моря первым, и 10 марта в 15:00, бригада «Негев» прибыла к брошенному полицейскому участку в Умм-Рашраш, на месте которого впоследствии был построен город Эйлат. Бригада «Голани» прибыла только через два часа.
Поскольку операция «Увда» стала последней военной операцией арабо-израильской войны 1947—1949 годов, над полицейским участком был поднят нарисованный израильский флаг (известный теперь как «чернильный флаг»). Считается, что в это время, 10 марта в 16:00 война закончилась.
Командующий фронтом прислал правительству Израиля телеграмму об окончании войны:

Передайте правительству Израиля: ко дню Хаганы 11 адара бригада Пальмаха «Негев» и бригада «Голани» преподносят государству Израиль Эйлатский залив.
Эйлат (Умм-Рашраш), 9 Адара 5709 года (תש"ט).